# Ламарк, Шарль-Робер де
Шарль-Робер де Ламарк (фр. Charles Robert de La Marck; 15 апреля 1541 — 30 сентября 1622), граф де Брен и Молеврье — французский государственный деятель.

## Биография
Второй сын Робера IV де Ламарка, герцога Буйонского, маршала Франции, и Франсуазы де Брезе.
Виконт де Юиссе, барон де Понтарси, Мони и Сериньян, капитан ста швейцарцев гвардии короля.
Был одним из миньонов Генриха III. По словам Брантома, несмотря на то, что Ламарк предавался всем придворным удовольствиям, ходил в пышных одеяниях и благоухал дорогими парфюмами, он оставался храбрым воином, что неоднократно доказал в сражениях. Во время осады Руана в ходе первого штурма он первым взобрался на брешь и был ранен. Не долечившись, он снова отправился на войну и участвовал в славной стычке под Корбеем.
Сопровождал Карла IX во время его триумфального вступления в Париж в 1571 году.
В 1573 году участвовал в осаде Ла-Рошели.
31 декабря 1578 пожалован в рыцари ордена Святого Духа при учреждении этой награды.
После смерти племянницы Шарлотты, не имеевшей детей, и завещавшей Буйон и Седан мужу, Анри де Латуру, в 1594 году, Ламарк принял титулы герцога Буйонского и принца Седанского, что не имело никакого юридического значения.

## Семья
1-я жена (15.07.1570): Жаклин д'Авогур (ум. ок. 1573)
Дочь:
- Франсуаза (ум. ок. 1600). Муж: Анри-Клод Пинар, виконт де Комбли

2-я жена (2.08.1574): Антуанетта де Латур (ум. 1608), дочь Жиля де Латура, сеньора де Лимёй, и Маргерит де Лакрот, дамы де Ланке, вдова Жана д'Авогура, сеньора де Куртен
Дети:
- Анри-Робер II де Ламарк (1575—7.11.1652), называвшийся герцогом Буйонским, граф де Брен, барон де Сериньян, капитан ста швейцарцев. Жена 1) (12.07.1607): Маргерит д'Отён (ум. 21.02.1616), дочь Жака д'Отёна, сеньора де Шанкло, и Изабели де Плювье, свекрови своего мужа; 2) (14 или 15.04.1628): Антуанетта д'Альбер (ум. 22.05.1644): дочь Оноре д'Альбера, сеньора де Люина, и Анны де Родюльф; 3) (4.1646): Франсуаза д'Аркур (ум. 1651), дочь Пьера д'Аркура, маркиза де Бёврон, и Жилонны де Гойон де Матиньон
- Луи (ум. 1626), маркиз де Мони, губернатор Кана, капитан телохранителей короля, первый конюший королевы Анны Австрийской. Жена (14.09.1613): Изабель Жювеналь дез Юрсен (ум. 1644), дочь Кристофа Жювеналя дез Юрсена, барона де Тренель, и Мадлен де Люксембург
- Александр, аббат Брена и Иньи
- Анн (ум. 1630), принял титул графа де Брен. Жена (1615): Мари д'Эннекен, дочь Пьера д'Эннекена, сеньора де Бонвиль, и Мари Брюлар
- Катрин. Муж: Жан Флеар, сеньор де Плессен
- 3-я жена: Элизабет де Плювьер (ум. 1632), вдова Жака д'Отёна, сеньора де Кампелос